# Labuch
Labuch è una frazione di 799 abitanti del comune austriaco di Gleisdorf, nel distretto di Weiz, in Stiria. Già comune autonomo, il 1º gennaio 2015 è stato aggregato a Gleisdorf assieme agli altri comuni soppressi di Laßnitzthal, Nitscha e Ungerdorf.